# 相繫的思緒
《相繫的思緒》（日语：ツナガルオモイ）是日本女歌手藍井艾露的第8張單曲，於2014年11月12日由SME Records發售。

## 概要
繼2014年的前作兼個人代表作《IGNITE》後，相隔3個月後第8張單曲。《ツナガルオモイ》是一首由藍井艾露本人自己作詞作曲的搖滾樂曲，也是本身在決定發行之前構思的。正如標題所示，這是一首「人與人互相連接思緒、共享快樂」的歌曲。
此外，該曲還被用作 TBS電視台 日本電視台的綜藝節目 《ランク王国》 的主題曲，於2014年10月至11月作為節目的開場使用。
而第三首歌《Raspberry Moon》是首完全由黑須克彥根據 藍井艾露 提出「具有爵士感的搖滾，旋律具有復古氣息的流行歌曲」的想法創作的爵士搖滾。 而《Gladius》是一首重金屬歌曲，其理念是「用那個人獨特的特殊技能和魅力的武器向目標和夢想推進」的歌曲。因此三首歌曲都別具令人上癮的搖滾味道。
它將以首次初回生産限定盤（SECL-1619）和通常盤（SECL-1621）的形式銷售。初回生産限定盤會附送一本小册子和DVD，其中包括《ツナガルオモイ》的MV及其制作花絮，以及於2014年在洛杉磯拍攝的旅遊幕後花絮。

## 收錄内容
| CD單曲   | CD單曲                         | CD單曲   | CD單曲   | CD單曲                  | CD單曲 |
| 曲序     | 曲目                           |          | 作曲     | 編曲                    | 时长   |
| -------- | ------------------------------ | -------- | -------- | ----------------------- | ------ |
| 1.       | ツナガルオモイ                 | Eir      | Eir      | Shun Mizuki、石塚英一朗 | 4:24   |
| 2.       | Raspberry Moon                 | 黒須克彦 | 黒須克彦 | 黒須克彦                | 3:37   |
| 3.       | Gladius                        | Eir      | Tomo     | Atsushi                 | 4:41   |
| 4.       | ツナガルオモイ（Instrumental） |          |          |                         | 4:41   |
| 总时长： | 总时长：                       | 总时长： | 总时长： | 总时长：                | 17:05  |

| DVD（初回生産限定盤） | DVD（初回生産限定盤）            |
| 曲序                  | 曲目                             |
| --------------------- | -------------------------------- |
| 1.                    | 「ツナガルオモイ」(Music Video)  |
| 2.                    | 「Making of 「ツナガルオモイ」」 |
| 3.                    | 「Eir in LA the Movie」          |

## 收錄專輯
| 曲名           | 專輯         | 發售日期 | 備註   |
| -------------- | ------------ | -------- | ------ |
| ツナガルオモイ | 《BEST -E-》 | 2016年   | 精選輯 |

## 外部連結
- 「ツナガルオモイ」專網
- 藍井エイル-"ツナガルオモイ"- （页面存档备份，存于）
- 日本索尼音樂
  - 初回生産限定盤 （页面存档备份，存于）
  - 通常盤 （页面存档备份，存于）